# Osman Muftić
Osman Muftić  (Sarajevo, 8. ožujka 1934. – Zagreb, 27. srpnja 2010.), bio je hrvatski inženjer strojarstva, prvi ministar znanosti Republike Hrvatske, diplomat, hrvatski pjesnik i slikar.

## Životopis
Osman Muftić rodio se je u Sarajevu 1934. godine. U Zagrebu je diplomirao (1959.) i doktorirao (1972.) na Strojarsko-brodograđevnom fakultetu. Radio je u projektnom birou Instalacije u Zagrebu. Od 1963. godine do mirovine predavao je na Strojarsko-brodograđevnom fakultetu te bio gostujući profesor na fakultetima u Zagrebu i sveučilištima u Garyounisu i Teheranu. Bavio se mehanikom, biomehanikom i ergonomijom. Na FSB osnovao je i vodio Katedru za biomehaniku i ergonomiju. Suosnivač Laboratorija za dinamiku strojeva i mehanizama. Surađivao sa zagrebačkim Medicinskim fakultetom i to je početak suradnje FSB i Medicinskog fakulteta. Smatra ga se ocem hrvatske biomehanike. Muftić je istraživao dinamike sustava, posebno u robotici, biomehanici i ergonomiji putem analize kretanja robota ili ljudi. Zahvaljujući ovoj suradnji, rezultat je razvojem hrvatske biomehanike u ortopediji, anatomiji, fiziologiji i ergonomiji. 
Dekan Grafičkog fakulteta u Zagrebu od 1982. do 1984. godine i dekan Fakulteta strojarstva i brodogradnje u Zagrebu 1990. godine.
Ministar znanosti, tehnologije i informatike u prvoj Vladi RH od 30. svibnja do 24. kolovoza 1990. godine. U drugoj Vladi obnašao je istu dužnost te u trećoj Vladi RH do 31. srpnja 1991. godine.
Prvi hrvatski veleposlanik u Iranu. Dužnost obnašao od 1993. do 1996. godine.
Prevodio je perzijsku književnost na hrvatski jezik.
Bavio se slikarstvom. Slike je izložio na dvjema samostalnim izložbama. 
Bio je redoviti član Medicinske akademije Hrvatske te suosnivač i član Akademije tehničkih znanosti Hrvatske. Kći Enisa bila je supruga hrvatskog političara Tomislava Karamarka.

## Nagrade
- Nagrada za znanstveni rad »Nikola Tesla« (1989.)
- Krambergerova medalja za antropologiju (1991.)
- Državna nagrada za životno djelo (1999.)
- počasno zvanje professor emeritus Sveučilišta u Zagrebu (2005.)

## Vanjske poveznice
- Umro Osman Muftić, prvi hrvatski ministar znanosti  Arhivirana inačica izvorne stranice od 27. travnja 2015. (Wayback Machine), Hrvatska riječ
- Osman Muftić Hrvatska tehnička enciklopedija, portal hrvatske tehničke baštine. LZMK